# Daniel Alves
Daniel Alves da Silva (n. 6 mai 1983, Juazeiro, Bahia, Brazilia), cunoscut și ca Dani Alves, este un fotbalist brazilian, care joacă pentru echipa mexicană UNAM Pumas și pentru echipa națională a Braziliei.
Înainte ca el să ajungă la catalani, a mai jucat șase ani la FC Sevilla, unde a câștigat de două ori Cupa UEFA și o dată Cupa Regelui. Mai apoi a fost transferat de Barcelona pentru 29 milioane €, plus add-on-uri de 6 milioane €, devenind cel mai scump fundaș dreapta din istorie.

## Cariera

### FC Sevilla
După ce a fost împrumutat de la Bahia la Sevilla în 2003, el a insistat să joace la Campionatul Mondial de Tineret din 2003, unde a impresionat, câștigând trofeul cu Brazilia, și fiind declarat al treilea cel mai bun jucător al turneului.
În iunie 2006, Sevilla, a căzut de acord să-l vândă pe Dani Alves la Liverpool, dar nu au reușit să obțină 8 milioane în lire(£), în timp ce Liverpool oferea doar 8 milioane de euro. În decembrie 2006, el a semnat un nou contract cu Sevilla, valabil până în 2012. În acel sezon a avut un parcurs de excepție cu Sevilla, reușind să cucerească Cupa UEFA, dar și Cupa Regelui Spaniei.
La data de 1 august 2007, Alves a declarat pentru postul brazilian SporTV că și-ar dori să părăsească Sevilla pentru un club mai mare, apoi și-a manifestat din nou dorința de a părăsi Sevilla pentru ziarul spaniol Marca, declarând că el a fost ofertat de către Chelsea și și-ar fi dorit să ajungă în Anglia. Într-un interviu pentru canalul de sport spaniol Antena 3, Dani Alves a confirmat faptul că agentul său a fost în Anglia pentru o anumită perioadă de timp pentru a negocia cu Chelsea. La data de 16 august 2007, Sevilla, a respins o ofertă de la Chelsea, șase zile mai târziu, au respins încă două oferte de la Chelsea pentru Dani Alves, pe care le considera prea mici. Dani Alves sa arătat mai târziu consternat că președintele Sevilliei José Maria del Nido a respins ofertele venite de la Chelsea , el își dorea transferul său la gruparea de pe Stamford Bridge. Apoi Chelsea s-a reorientat spre Juliano Belletti de la FC Barcelona, pentru că prețul cerut de catalani era mult mai mic.
După un război public de cuvinte între Dani Alves și președintele del Nido, Alves a acceptat să rămână la Sevilla, după moartea colegului de echipă, Antonio Puerta.

### FC Barcelona
La data de 2 iulie 2008, Dani Alves s-a transferat la FC Barcelona. Acesta a plecat din Sevilla în lacrimi și a spus că i-ar plăcea să se alăture clubului din nou. El a mai spus că a venit la Sevilla, ca un băiat și pleacă acum ca un om, iar mai târziu, a ieșit în lacrimi de la conferința de presă. Oficial, prețul de transfer se ridică la 25 milioane de euro, catalanii urmând să plătească încă 6 milioane de euro în funcție de performanțele obținute. Transferul său la Barcelona a făcut din el cel mai scump fundaș dreapta și cel de-al treilea cel mai scump jucător cumpărat de Barca.
In 2021 Dani Alves revine pe Cap Nou in tricoul Blaugrana...

### Juventus
La sfârșitul sezonului 2015-16, Dani Alves a confirmat faptul că o va părăsi pe FC Barcelona. La data de 27 iunie, Juventus a anunțat oficial că l-au achiziționat pe fundașul brazilian, semnând un contract pe doi ani.

### Paris Saint-Germain
După doar un sezon petrecut la Juventus, în care a câștigat titlul și cupa Italiei, acesta își reziliază contractul cu formația bianconeră și semnează un nou contract cu formația de pe Parc des Princes. Dani Alves va câștiga în jur de 12 milioane de lire sterline pe sezon în Franța.

### Echipa națională
Dani Alves a debutat la reprezentativa Braziliei într-un meci amical împotriva Kuweit-ului la data de 7 octombrie 2006. El a fost selecționat în echipa pentru Copa America 2007. El a jucat în patru meciuri, inclusiv finala împotriva Argentinei, unde a dat o pasă de gol și un gol, Brazilia câștigând cu 3-0. Iar la Cupa Confederațiilor FIFA 2009 a marcat un gol în semifinala contra Africii de Sud dintr-o lovitură liberă în stilul lui Roberto Carlos în minutul 88, Brazilia câștigând cu 1-0 și s-a calificat în finală.

## Statisticile carierei
| Club                | Sezon         | Campionat     | Campionat | Campionat | Cupa    | Cupa   | Cupa Ligii | Cupa Ligii | Continental | Continental | Altele  | Altele | Total   | Total  |
| Club                | Sezon         | Divizie       | Meciuri   | Goluri    | Meciuri | Goluri | Meciuri    | Goluri     | Meciuri     | Goluri      | Meciuri | Goluri | Meciuri | Goluri |
| ------------------- | ------------- | ------------- | --------- | --------- | ------- | ------ | ---------- | ---------- | ----------- | ----------- | ------- | ------ | ------- | ------ |
| Bahia               | 2001          | Série A       | 6         | 0         | 0       | 0      | —          | —          | —           | —           | —       | —      | 6       | 0      |
| Bahia               | 2002          | Série A       | 19        | 2         | 6       | 2      | —          | —          | —           | —           | 6       | 1      | 31      | 5      |
| Bahia               | Total         | Total         | 25        | 2         | 6       | 2      | —          | —          | —           | —           | 6       | 1      | 37      | 5      |
| Sevilla             | 2002–03       | La Liga       | 10        | 0         | 1       | 0      | —          | —          | —           | —           | —       | —      | 11      | 0      |
| Sevilla             | 2003–04       | La Liga       | 29        | 1         | 7       | 1      | —          | —          | —           | —           | —       | —      | 36      | 2      |
| Sevilla             | 2004–05       | La Liga       | 33        | 2         | 5       | 0      | —          | —          | 9           | 0           | —       | —      | 47      | 2      |
| Sevilla             | 2005–06       | La Liga       | 36        | 3         | 2       | 0      | —          | —          | 14          | 0           | —       | —      | 52      | 3      |
| Sevilla             | 2006–07       | La Liga       | 34        | 3         | 8       | 0      | —          | —          | 14          | 2           | 1       | 0      | 57      | 5      |
| Sevilla             | 2007–08       | La Liga       | 33        | 2         | 3       | 0      | —          | —          | 8           | 2           | 3       | 0      | 47      | 4      |
| Sevilla             | Total         | Total         | 175       | 11        | 26      | 1      | —          | —          | 45          | 4           | 4       | 0      | 250     | 16     |
| Barcelona           | 2008–09       | La Liga       | 34        | 5         | 8       | 0      | —          | —          | 12          | 0           | —       | —      | 54      | 5      |
| Barcelona           | 2009–10       | La Liga       | 29        | 3         | 3       | 0      | —          | —          | 11          | 0           | 5       | 0      | 48      | 3      |
| Barcelona           | 2010–11       | La Liga       | 35        | 2         | 5       | 0      | —          | —          | 12          | 2           | 2       | 0      | 54      | 4      |
| Barcelona           | 2011–12       | La Liga       | 33        | 2         | 5       | 1      | —          | —          | 10          | 0           | 4       | 0      | 52      | 3      |
| Barcelona           | 2012–13       | La Liga       | 30        | 0         | 6       | 0      | —          | —          | 10          | 1           | 1       | 0      | 47      | 1      |
| Barcelona           | 2013–14       | La Liga       | 27        | 2         | 5       | 0      | —          | —          | 8           | 2           | 2       | 0      | 42      | 4      |
| Barcelona           | 2014–15       | La Liga       | 30        | 0         | 5       | 0      | —          | —          | 11          | 0           | —       | —      | 46      | 0      |
| Barcelona           | 2015–16       | La Liga       | 29        | 0         | 6       | 1      | —          | —          | 8           | 0           | 5       | 0      | 48      | 1      |
| Barcelona           | Total         | Total         | 247       | 14        | 43      | 2      | —          | —          | 82          | 5           | 19      | 0      | 391     | 21     |
| Juventus            | 2016–17       | Serie A       | 19        | 2         | 2       | 1      | —          | —          | 12          | 3           | 0       | 0      | 33      | 6      |
| Paris Saint-Germain | 2017–18       | Ligue 1       | 25        | 1         | 4       | 0      | 3          | 1          | 8           | 2           | 1       | 1      | 41      | 5      |
| Paris Saint-Germain | 2018–19       | Ligue 1       | 23        | 1         | 4       | 2      | 2          | 0          | 3           | 0           | 0       | 0      | 32      | 3      |
| Paris Saint-Germain | Total         | Total         | 48        | 2         | 8       | 2      | 5          | 1          | 11          | 2           | 1       | 1      | 73      | 8      |
| São Paulo           | 2019          | Série A       | 20        | 2         | —       | —      | —          | —          | —           | —           | —       | —      | 20      | 2      |
| São Paulo           | 2020          | Série A       | 30        | 1         | 6       | 0      | —          | —          | 6           | 2           | 11      | 4      | 53      | 7      |
| São Paulo           | 2021          | Série A       | 6         | 0         | 1       | 0      | —          | —          | 6           | 0           | 9       | 1      | 22      | 1      |
| São Paulo           | Total         | Total         | 56        | 3         | 7       | 0      | —          | —          | 12          | 2           | 20      | 5      | 95      | 10     |
| Barcelona           | 2021–22       | La Liga       | 14        | 1         | 2       | 0      | —          | —          | 0           | 0           | 1       | 0      | 17      | 1      |
| UNAM                | 2022–23       | Liga MX       | 13        | 0         | —       | —      | —          | —          | —           | —           | —       | —      | 13      | 0      |
| Total carieră       | Total carieră | Total carieră | 597       | 35        | 94      | 8      | 5          | 1          | 162         | 15          | 51      | 7      | 909     | 67     |

Notes:
1. ↑  Include Copa do Brasil, Copa del Rey, Coppa Italia și Coupe de France
2. ↑  Include Coupe de la Ligue
3. ↑  O apariție în Copa dos Campeões, cinci apariții și un gol în Copa do Nordeste
4. 1 2 3  Apariții în Cupa UEFA
5. ↑  Apariție în Supercupa Europei UEFA
6. 1 2 3 4 5 6 7 8 9 10 11 12  Apariții în UEFA Champions League
7. ↑  O apariție în Supercupa Europei UEFA, două apariții în Supercopa de España
8. ↑  O apariție în Supercupa Europei UEFA, două apariții în Supercopa de España, două apariții în Cupa Mondială a Cluburilor FIFA
9. 1 2 3 4  Apariții în Supercopa de España
10. ↑  O apariție în Supercupa Europei UEFA, două apariții în Supercopa de España, o apariție în Cupa Mondială a Cluburilor FIFA
11. ↑  O apariție în Supercupa Europei UEFA, două apariții în Supercopa de España, două apariții în Cupa Mondială a Cluburilor FIFA
12. ↑  Apariții în Trophée des Champions
13. ↑  Patru apariții și un gol în Copa Libertadores, două apariții și un gol în Copa Sudamericana
14. 1 2  Apariții în Campeonato Paulista
15. ↑  Apariții în Copa Libertadores

## Carieră internațională
La 28 iunie 2009.
| Echipă   | Club      | Sezon     | Apariții | Goluri |
| -------- | --------- | --------- | -------- | ------ |
| Brazilia | Sevilla   | 2006–2007 | 9        | 1      |
| Brazilia | Sevilla   | 2007–2008 | 8        | 0      |
| Brazilia | Barcelona | 2008–2009 | 14       | 2      |
| Total    | Total     | Total     | 31       | 3      |

## Palmares
Bahia
- Campeonato do Nordeste (2): 2001, 2002
- Campeonato Baiano (1): 2001

Sevilla
- Cupa UEFA (2): 2005–06, 2006–07
- Supercupa Europei (1): 2006
- Copa del Rey (1): 2006–07
- Supercopa de España (1): 2007

Barcelona
- La Liga (6)ː 2008-2009; 2009-2010; 2010-2011; 2013-2014; 2014-2015; 2015-2016
- Copa del Rey (4): 2008–09; 2011-2012; 2014-2015; 2015-2016;
- Supercopa de España (5):  2009, 2010, 2011, 2012, 2014
- Champions League (3):  2008–09, 2010–11, 2014-2015
- Supercupa Europei (3): 2009, 2011, 2015
- Campionatul Mondial al Cluburilor FIFA (3): 2009, 2012, 2015

Brazilia
- Campionatul Mondial de Fotbal sub 20 (1): 2003
- Copa América (1): 2007
- Cupa Confederațiilor FIFA (1): 2009

Individual
- Cupa UEFA Most Valuable Player (1): 2006
- Supercupa Europei Most Valuable Player (1): 2006
- ESM Team of the Year (3): 2006–07, 2008–09, 2009–10
- UEFA Team of the Year (2): 2007, 2009
- La Liga's Best Defender (1): 2009